# 朗谢
朗谢（法語：Lancié，法語發音：[lɑ̃sje]）是法国罗讷省的一个市镇，属于索恩河畔自由城区。

## 地理
朗谢（46°10'15"N, 4°42'51"E）面积6.6 平方千米，位于法国奥弗涅-罗讷-阿尔卑斯大区罗讷省，该省份为法国中东部省份，北起顺时针与索恩-卢瓦尔省、安省、里昂大都会、伊泽尔省和卢瓦尔省接壤。
与朗谢接壤的市镇（或旧市镇、城区）包括：罗马内什托兰、维列莫尔贡、博若莱地区科尔塞勒、德拉塞、弗勒里。

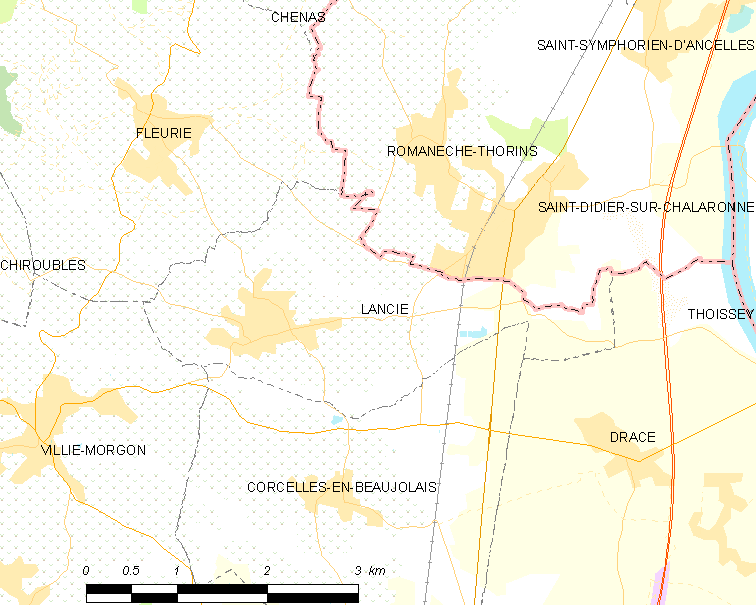
朗谢的OSM定位图

朗谢的时区为UTC+01:00、UTC+02:00（夏令时）。

## 行政
朗谢的邮政编码为69220，INSEE市镇编码为69108。

## 政治
朗谢所属的省级选区为博若莱地区贝尔维尔县。

## 人口

1962-2008年间朗谢人口变化图示

朗谢于2022年1月1日时的人口数量为1082人。